# أشيقر
أُشَيْقِر مدينة تقع في منطقة الوشم وسـط المملكة العربية السعودية تقريبًا، في الشمال الغربي من الرياض، على بعد قرابة 200 كم، وتتبع إداريًّا لمحافظة شقراء، وهي أقرب المدن منها حيث تقع شمالها على قرابة 12 كم. وتسمَّى قديمًا عِكل. وتُعَد أشيقر من أقدم بلدان نجد؛ إذ يعود تاريخها إلى ما قبل هجرة الرسول محمد، وخرج منها عددٌ من الشعراء في الجاهلية وصدر الإسلام، وهي مسقط رأس أسرة آل ثاني حكَّام قطر وفيها وُلد جدُّهم (ثاني).
تتميز أُشَيقِر بالآثار القديمة التي ما زالت بيوتُها الطينية تقاوم عوامل التعرية المتغيرة، وفي أشيقر جبلٌ معروف ومشهور في المنطقة الوسطى وهو ضلع الجنينة الذي أُنشئت فيه استراحات وحدائق وصالة احتفالات وألعاب للأطفال، ويُعَد رئةً يتنفس بها أبناءُ الوشم وسدير. ومدينة أشيقر هادئة تحيط بها الطبيعة العربية من كل الجهات، فمن نفود إلى ضلوع إلى مزارع النخيل.

## الاسم
أُشَيْقِر بضم الهمزة وفتح الشين وسكون الياء وكسر القاف، بالتصغير على وزن أُفَيْعِل، من الشُّقْرة اللون المعروف.
سُمِّيت أشيقر بهذا الاسم نسبةً إلى جبل الأشقر (جبل أُشَيقر) الذي يحدُّها من الشمال، ويمتدُّ بشكل قوس من الشرق إلى الغرب مائلًا إلى الشرق يسيرًا، وهو معروف عند أهل البلدة بـ (ضلع الجنينة)، وهو الذي عناه أحدُ شعراء أشيقر حين قال:
وأضيف الضلع إلى (الجنينة) بسبب مجاورته لها، كما أن تُربتها وبيوتها الطينية تميل إلى الحُمرة، والشُّقرة والحُمرة لونان متقاربان، وأطلق العربُ أحدهما على الآخر في ألوان الجبال والخيل والإبل، وهذا اللون عام في معظم بلدان الوشم الواقعة غربي النفود (أشيقر وشقراء والقرائن وثرمداء ومرات)، فتُربتها وجبالها حمراء.

## الحالة الثقافية والعلمية
على مدى القرون الهجرية الثلاثة (العاشر، والحادي عشر، والثاني عشر) كانت أُشَيقر أكبرَ المراكز العلمية في نجد، وقد قصدها بعضُ طلبة العلم في نجد ممَّن لم يولدوا فيها، وتعلَّم فيها أبناؤها لكثرة علمائها، ولا سيما في النصف الأول من القرن الثاني عشر الهجري، حتى قيل: إن علماء أشيقر هم نصف علماء نجد. وخرج من أشيقر العديد من العلماء الذين تولَّوا التدريس والقضاء والإفتاء في غالب مدن نجد وبلدانها، قال عنها الشيخ بكر أبو زيد: «ولا أعرف بلدًا خرج منها العلماء في قلب نجد، مثل أُشَيقر».

## العلماء في بلدة أشيقر

### من علماء أشيقر وقضاتها
- محمد بن مانع بن شبرمة (أول القرن 10)
- عبد القادر راشد بن مشرف (أول القرن 10)
- حسن بن علي بن بسام (ت 945 هـ)
- طلحة بن حسن بن بسام قاض في أشيقر (ت 970 هـ)
- حمد بن أحمد القاضي (ت 986 هـ)
- بدر بن محمد الوهيبي (ت 998 هـ)
- محمد عبد القادر بن مشرف (آخر القرن 10)
- خميس بن سليمان الوهيبي قاض في أشيقر (القرن 11)
- عبد الله بن محمد بن بسام قاض في أشيقر (القرن 11)
- علي بن جعفر الفضلي قاض في أشيقر (ت 1015 هـ)
- أحمد بن محمد بن بسام قاض في العُيَينة (ت 1040 هـ)
- عبد الله بن أحمد بن مشرف قاض في أشيقر (ت 1053 هـ)
- عبد الله بن أحمد بن إسماعيل قاض في أشيقر (ت 1067 هـ)
- أحمد بن محمد بن البجادي (ت 1078 هـ)
- علي بن محمد بن بسام قاض في أشيقر (ت 1090 هـ)
- حسن بن عبد الله أبا حسين قاض في أشيقر (ت 1123 هـ)
- أحمد بن محمد القصير (ت 1124 هـ)
- محمد بن عبد الوهاب آل فيروز (1072 هـ - 1135 هـ)
- إبراهيم بن عبد اللطيف بن عبد الله بن عبد اللطيف الباهلي، قاضي الوشم وعالمها منذ عام 1337 هـ
- إبراهيم بن صالح بن عيسى (1270 هـ - 1343 هـ)
- الشيخ عبد الله بن عبد الرحمن الجاسر (1323هـ - 1401هـ)
- عثمان بن عبد الرحمن أبا حسين (ت 1418 هـ)
- محمد بن عبد الرحمن المفدى (1350- 1445 هـ)
- سعد بن عبد الله الحميّد، من علماء الحديث المحققين.

## الكتاتيب والتعليم
لم يكن هناك مدارس نظامية ولم يكن هناك مبان أو معلمون يقومون بالتدريس كما هو عليه الآن ولكن العلم مطلوب في كل زمان ومكان حسب الاستطاعة لمن يرغب فيه وربما كانت الظروف أقوى من الرغبة وحرمت المتعلم من طلب العلم لأي سبب وأهمها الظروف الاقتصادية وعدم الاستطاعة في دفع التكاليف والحاجة لهذا المتعلم للعمل ومساعدة والديه واطعام نفسه وأحياناً أهله معه. ومن ذلك نشأت مدارس الكتاتيب أقلام وألواح ومحبرة وحلقات من الطلاب يقوم بتعليمهم رجل واحد. من هذه المدارس في أشيقر:
- المدرسة الأولى:

مدرسة غرب مسجد الفيلقية. عبارة عن غرفة 10 في 10 م تقريباً فرشت بالحصباء يقوم بالتدريس فيها أحد المتعلمين.
- المدرسة الثانية:

مدرسة المسجد الشمالي وتقع في غرفة في أعلى المسقاة بناها عثمان أبا حسين ودرس فيها عام 1360 هـ.
وقدكان للتعليم مرحلتان الأولى التدريس للمبتدئين من الصغار ممن يتعلمون القراءة والكتابة وحفظ وتلاوة القرآن الكريم ومعهم أدواتهم الدراسية. الثانية: هي للمتقدمين في العلم وهي حلقات المشايخ لمن يرغبون في مواصلة التعليم وهذه أشبه ما تكون بالتعليم الجامعي أو العالي.
من المعلمين القدامى الذين درّسوا في زمن الكتاتيب في هذه المدارس عبد الرحمن بن عبد اللطيف بن موسى، محمد بن عبد الرحمن بن موسى، عبد العزيز بن فنتوخ، موسى بن عبد الرحمن بن منصور بن عبد الرحمن أبا حسين، واستمرت هذه المدارس وغيرها من المدارس قبلها تنشر العلم حتى افتتح التعليم النظامي والمدارس الحكومية وذلك في عام 1369 هـ كأول مدرسة ابتدائية حكومية بمعلميها ونظامها الذي أنهى بعده عهد الكتاتيب. ثم افتتحت بعد ذلك المدرسة المتوسطة والثانوية واكتمل التعليم بمراحله الثلاث. وكان أول مدير لمدرسة أشيقر الابتدائية هو الشيخ عبد العزيز بن سليمان الفريح. وقد كان مقرها بجوار مسجد الفيلقية في البلدة القديمة في بيت من الطين وبعدها انتقلت إلى مبنى حكومي.
وقد ذكرها الشاعر مضرس بن ربعي الأسدي فقال:
وذكر بعض معالم أشيقر الشاعر ناهض بن تومة الكلابي سنة 220 هـ:
يقول الشيخ محمد بن مانع عند ما زار مدينة أشيقر حيث كان في ذلك الوقت مديرا للمعارف قبل إنشاء وزارة المعارف وعندما غادرها التفت إلى بوابة السور قائلا (الله أكبر كم خرج من هذه الدروازة من عالم) يعني بذلك الكم الكثير من الأدباء والقضاة والمعلمين وطلبة العلم الذين خرجوا من أشيقر لنشر العلم أو للاستزادة في طلبه من البلدان الأخرى.
وقال الشيخ حمد الجاسر (في القرن العاشر كانت مدينة أشيقر الواقعة في إقليم الوشم من أبرز مدن نجد وأشهرها من حيث كثرة العلماء الذين تولوا مناصب القضاء في مختلف مدن وقرى نجد). ولقد انتشر أبناؤها ممن تعلموا في هذه المدينة في أنحاء المملكة محققين مراكز مرموقة لهم وناشرين ما تعلموه من علوم للآخرين.

## آثار أشيقر

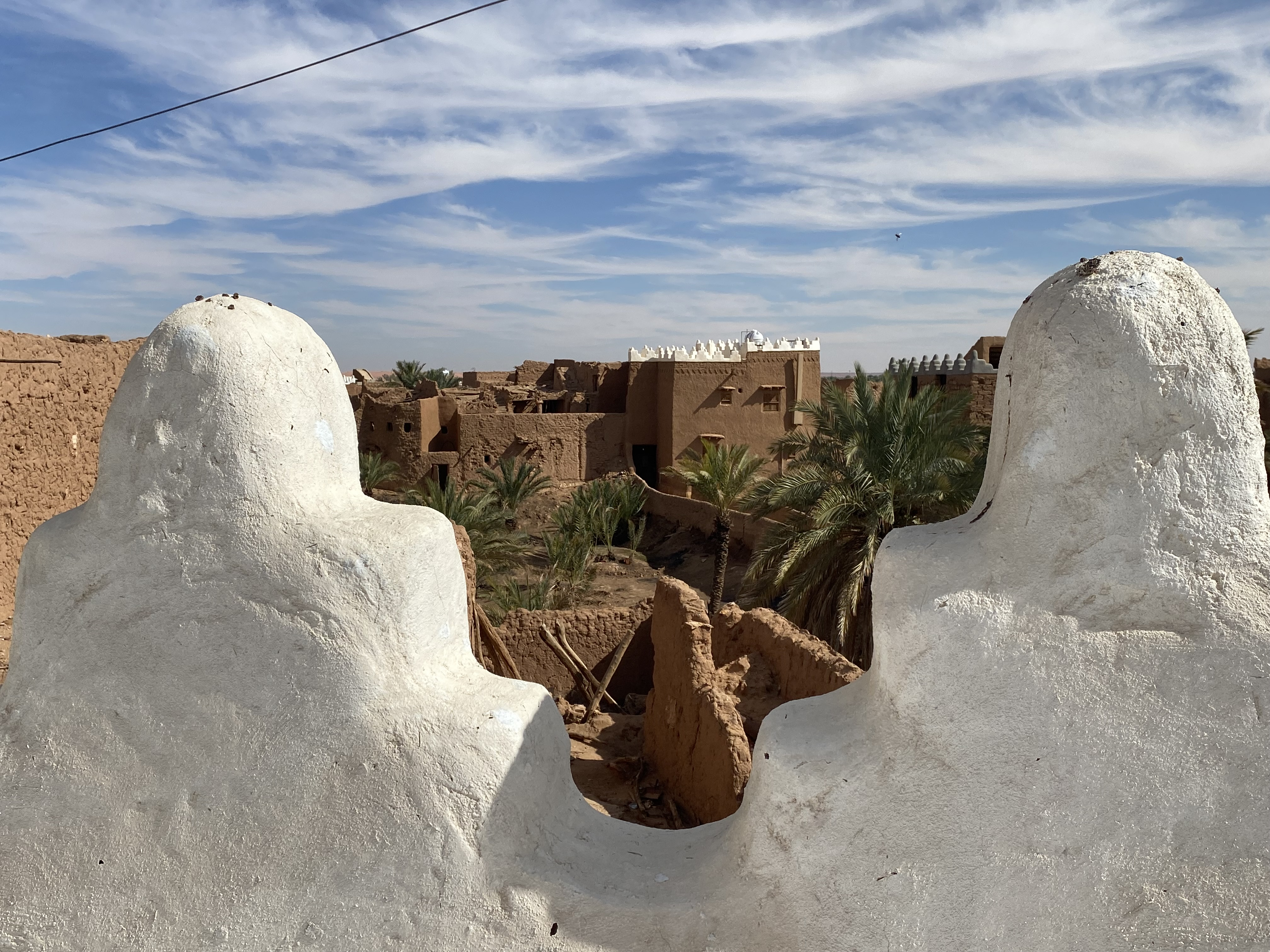
قرية أشيقر التراثية

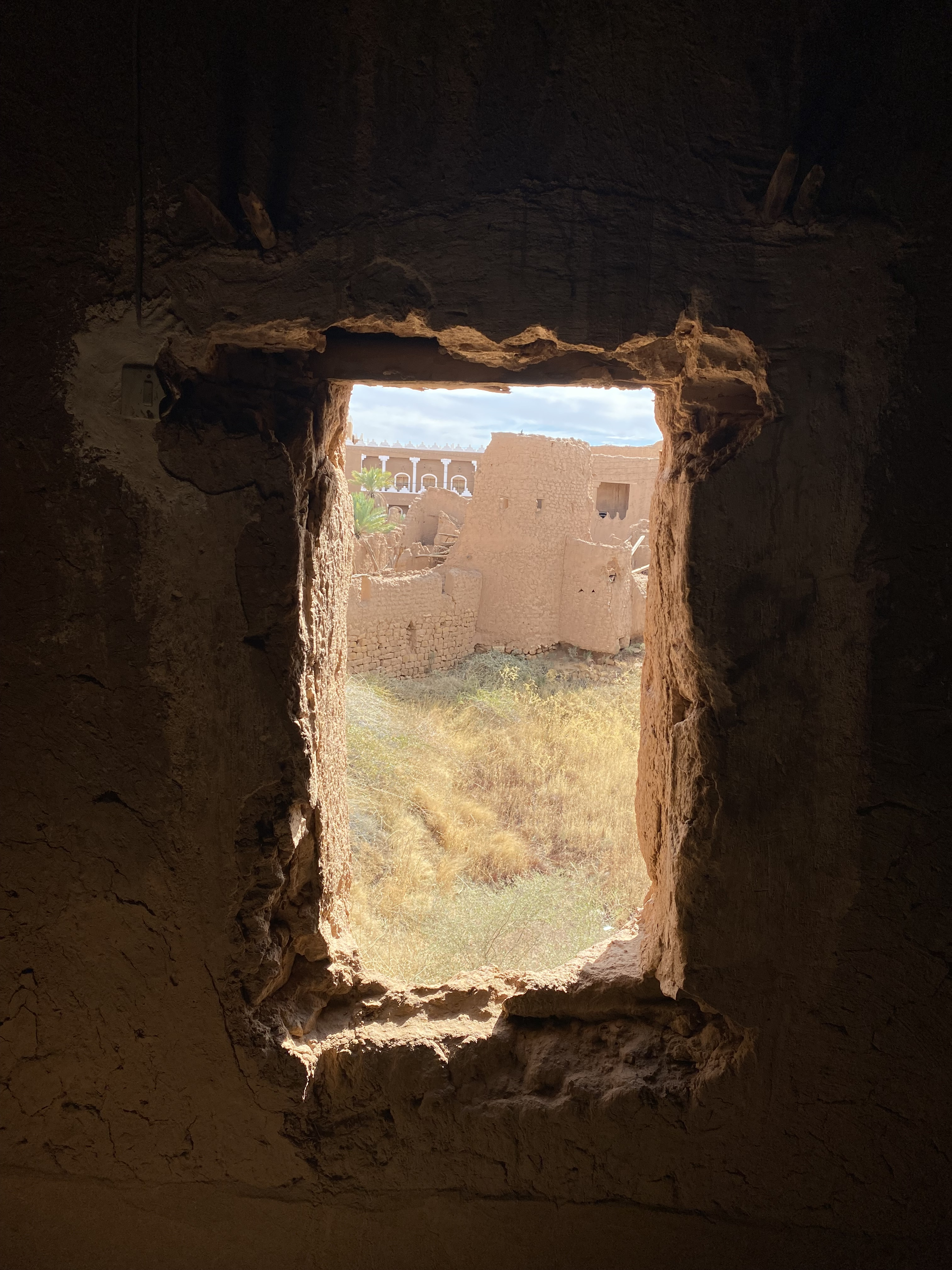
أشيقر التراثية

- هضبة الحليلة
- هضبة القويرات
- دباب الجميعية
- عقدة دينار
- الثنية
- المُحيط
- مقصورة الأمير محمد الرقراق [4]
- مسجد الفيلقية
- مسجد الشمال
- آبار أشيقر

## الكتب والدوريات
- المراجع من الكتب عن بلدة أشيقر:
  - الحركة العلمية في أشيقر، عبد الرحمن بن منصور أباحسين، الطبعة الأولى، الرياض، 1419 هـ، 1999 م، الوصف المادي 485 ص ؛ 24 سم.
  - أشيقر والشعر العامي، سعود بن عبد الرحمن اليوسف، الطبعة الأولى، بيانات النشر الرياض: دار الصميعي للنشر، 1416 هـ، 1995 م، الوصف المادي 400 ص ؛ 24 سم.
  - من تاريخ منطقة الوشم: بلدة أشيقر، حمد بن عبد العزيز الضويان، الطبعة الأولى، بيانات النشر الرياض : دار زمزم للنشر والتوزيع، 1411 هـ، الوصف المادي 143 ص ؛ 24 سم.
- الدوريات عن بلدة أشيقر:
  - أشيقر: بلد العلماء والنخيل والأوقاف، سعود اليوسف - حمد عبد العزيز الحميد، مجلة الفيصل، العدد والتاريخ العدد 272 (1422 هـ)، الصفحات ص 31 ــ 84
  - الأمثال العامية في بلدة أشيقر، عبد الله بن بسام البسيمي، مجلة الفيصل، العدد 299 (جمادى الأولى 1422 هـ) الصفحات ص 142 -ـ 143
  - دور علماء أشيقر في انتشار الحركة العلمية في نجد، عويضه بن متيريك الجهني، مجلة العصور، العدد والتاريخ المجلد الثامن، الجزء الثاني (محرم 1414 هـ / يوليو 1993 م)، الصفحات ص 397 ــ 429

## الخدمات والمرافق الاجتماعية
أسست وزارة العمل والشؤون الاجتماعية (وزارة العمل والتنمية الاجتماعية حاليا) ممثلة بـالرئاسة العامة لرعاية الشباب (وزارة الرياضة حاليا) نادي رياضي ثقافي اجتماعي هو نادي أشيقر وهو النادي الوحيد حاليا بالبلدة علما بأن مسمى النادي السابق هو نادي رمحين، ويلعب حاليا بـالدرجة الثالثة (دوري المناطق) لكرة القدم. كما تم تأسيس جمعية أشيقر الخيرية تحت إشراف وزارة الشؤون الاجتماعية (وزارة العمل والتنمية الاجتماعية حاليا) وسجلت برقم 115.
• متنزه جبل أشيقر.
• متحف السالم.

## إمارة أشيقر
أصدر خادم الحرمين أمر ملكي في يوم 1433/6/3 بترقية مركز أشيقر الی محافظة من فئة (ب) وقد تولى الإمارة في أشيقر على مر التاريخ العديد من الأمراء منهم:
- عبد العزيز بن خريّف.
- عثمان الحصيني.
- محمد بن نشوان.
- سليمان بن عبد العزيز بن سليمان الحميّد (ت 1320هـ تقريبا)، تولى الإمارة في أشيقر عام (1303هـ تقريبا).
- عدوان العدوان.
- عبد الله الخراشي.
- إبراهيم بن عبد الله الخراشي.
- منصور بن عدوان العدوان.
- عبد المحسن المغيرة.

## وقف صبيح
وقف صبيح هو من أشهر أوقاف نجد، كان منذ عام 747هـ، ويُضرب المثل بهذا الوقف فيقال «أضبط من وصية صُبيح»، لأن كلماته مضبوطة الدلالة ومحكمة، سُمّي الوقف على اسم صاحبه صُبيح بن مساور.

## وصلات خارجية
- وصية صُبيح
- موقع جمعية أشيقر الخيرية
- موقع مجالس أشيقر